# Орка
Общество академической независимой народной молодёжи «Орка» (пол.  Stowarzyszenie Akademickiej Niezależnej Młodzieży Ludowej «Orka», «Вспашка») — политическая молодёжная организация в Польше в 1923—1927 годах.
Основанная в 1923 году в Варшаве организация объединяющая студентов крестьянского происхождения. Сотрудничала сначала с Польской крестьянской партией «Освобождение», затем с 1925 года с Независимой крестьянской партией (тоже неофициально с коммунистами).
В 1927 году организация была запрещена властями, вместе с Независимой крестьянской партией.